# NGC 5874
NGC 5874 је спирална галаксија у сазвежђу Волар која се налази на NGC листи објеката дубоког неба.
Деклинација објекта је + 54° 45' 10" а ректасцензија 15h 7m 51,9s. Привидна величина (магнитуда) објекта NGC 5874 износи 12,5 а фотографска магнитуда 13,2. Налази се на удаљености од 48,1000 милиона парсека од Сунца. NGC 5874 је још познат и под ознакама UGC 9736, MCG 9-25-24, CGCG 274-20, KUG 1506+549, IRAS 15064+5456, PGC 54018.